# François-Armand-Joseph d'Avoynes
François-Armand-Joseph d'Avoynes, comte d'Avoynes et de la Jaille, né le 14 mai 1762 à la Bonnaunière, paroisse de Challain, mort à Combrée le 20 mai 1807, fut un militaire et aristocrate français, émigré et chef chouan.

## Biographie
Fils d'Ambroise-Joseph comte d'Avoynes et de la Jaille et de Marie-Agnès Boissonnière.
Il épouse le 18 octobre 1779 Elisabeth de la Motte-Baracé de Senonnes (1759-1828), sœur de François-Pierre-Louis de la Motte-Baracé de Senonnes. 

### Ancien régime
Seigneur du Plessis de Combrée, Il passe sa jeunesse au château du Plessis. Il fut capitaine au régiment de Bresse, il quitte le service en 1788. 

### Émigration
À la Révolution, il émigre en 1791 à Coblentz, puis prend part aux campagnes de Rhénanie dans l'Armée des Princes en 1792. Il passe ensuite en Angleterre, sa femme est emprisonnée à Paris mais sauvée par la réaction thermidorienne.
Son frère, Joseph-Auguste d'Avoynes de la Jaille dit le chevalier d'Avoine fut lui aussi émigré et sous-lieutenant à la compagnie écossoise des gardes du corps du roi ,, puis lieutenant d'un bataillon d'infanterie du prince de Rohan-Montbazon, il est mort à Zell en janvier 1795.

### Chouannerie
Le comte d'Avoynes de la Jaille est de retour en France en 1795, il participe au débarquement de Quiberon et après l'échec de celui-ci, réussit à s'échapper. Il se met au service du général de Scépeaux d'abord en Bretagne et ensuite dans les campagnes de la chouannerie au pays de Segré. Il devient chef de canton. René Goubault dit "La forêt" ancien chef de la chouannerie de 1793, lui remet le commandement de la compagnie de Combréerassemblée dans la forêt d'Ombréeen Anjou. Il prend part au combat d'Andigné en 1796.
Par la suite il parvient à rejoindre sa famille au château du Plessis-Combrée que sa femme la comtesse d'Avoynes a pu louer au séquestre.Il reprend les armes avec son neveu Pierre-Vincent-Gatien de la Motte-Baracé de Senonnes pendant la chouannerie de 1799, il est chef de bataillond'une compagnie de chasseurs sous le général de Bourmont jusqu'à la paix signé par Hédouvile en 1800 et à la dislocation de l'armée de Châtillon.
Il jure fidélité à la constitution en octobre 1800 sous le consulat. Il décède en 1807 des suites d'une maladie.

## Sources et références
1. ↑  Relevé généalogique sur Geneanet
2. ↑  Théodore Courtaux, Histoire généalogique de la maison de L'Esperonnière, de ses alliances et des seigneuries qu'elle a possédées : Anjou, Poitou, Bretagne et Maine, 1156-1889, d'après les archives inédites du château de La Saulaye (Maine-et-Loire) et les documents conservés dans les dépôts publics, accompagné de 2 tables, Cabinet de l'historiographe (Paris), 1889 (lire en ligne), p. 98
3. 1 2  François-Constant Uzureau, L'Anjou historique, Lachèse & cie (Angers), janvier 1908 (lire en ligne), p. 404. 406
4. ↑  Louis de La Roque et Édouard de Barthélemy, Catalogue des gentilshommes d'Anjou et pays Saumurois : qui ont pris part ou envoyé leur procuration aux assemblées de la noblesse pour l'élection des députés aux États généraux de 1789 : publié d'après les procès-verbaux officiels, E. Dentu (Paris), 1864 (lire en ligne), p. 6
5. 1 2 3 4  Académie des sciences, belles-lettres et arts (Angers), Mémoires de la Société d'agriculture, sciences et arts d'Angers, Ed. de l'Ouest (Angers), 1899 (lire en ligne), p. 278, 334, 340, 361
6. 1 2  Célestin Port, Dictionnaire historique de Maine-et-Loire - Version révisée 1965 - Angers-Azé : Avoynes (lire en ligne), p. 209
7. ↑  Nicolas Viton de Saint-Allais, 1773-1842 - La Chabeaussière, Ange Jacques Marie Poisson de, 1755-1823, Nobiliaire universel de France, ou Recueil général des généalogies historiques des maisons nobles de ce royaume : Avoynes de la Jaille Joseph Auguste, Paris Au bureau du Nobiliaire universel de France, réimprimé à la Librairie Bachelin-Deflorenne, 1872-77 (lire en ligne), p. 14
8. ↑  Alexandre-Charles Rousselin Corbeau de Saint-Albin, Correspondance originale des émigrés : ou Les émigrés peints par eux-mêmes ..., Paris, Buisson, 1793 (lire en ligne), p. 60
9. ↑  Louis Agathon R . Flavigny, État de la campagnie écossoise des gardes du corps du roi à Coblentz en 1791 et 1792, 1879 (lire en ligne), p. 130
10. ↑  François-Joseph Grille, L'Émigration angevine, Bibliothèque des archives de Maine-et-Loire, Cote BIB 527, Cosnier et Lachèse, 1840, p. 9
11. ↑  Commission historique et archéologique de la Mayenne, Les Chouans de la Basse-Mayenne - Bulletin : Laval; Commission historique et archéologique de la Mayenne,  Procès-verbaux et documents, A. Goupil, 1914 (lire en ligne), p. 17
12. ↑  Alfred Gernoux, Madame de Senonnes 1783-1828, Chateaubriant, Imprimerie Lemarre, 1931, p. 69
13. ↑  « Les archives de la Vendée - Bibliothèque historique - BIB B 1030-4 », sur vendee.fr